# Rogas fusciceps
Rogas fusciceps är en stekelart som först beskrevs av Cresson 1869.  Rogas fusciceps ingår i släktet Rogas och familjen bracksteklar. Inga underarter finns listade i Catalogue of Life.